# Persone di nome Filippo/Politici
| Questa pagina contiene informazioni ricavate automaticamente dalle voci biografiche con l'ausilio del template Bio e di un bot. L'aggiornamento è periodico e automatico e ricostruisce completamente la pagina. Se manca una persona in questa lista, sei pregato di non aggiungerla, ma accertati piuttosto che la sua voce biografica contenga il template Bio e che i dati anagrafici siano correttamente compilati. Se il template Bio manca, inseriscilo tu stesso o, in alternativa, metti l'avviso {{tmp\|Bio}} che ne segnala la mancanza. Se i dati riportati sono sbagliati, correggi direttamente la voce biografica; le modifiche saranno visibili in questa lista entro pochi giorni. Per chiarimenti vedi il progetto antroponimi. La lista contiene solo le 77 persone che sono citate nell'enciclopedia e per le quali è stato implementato correttamente il template Bio. Pagina aggiornata al 22 lug 2025. |

Questa è una lista di persone presenti nell'enciclopedia che hanno il nome Filippo e sono politici.

## A(7)
- Filippo Abignente, politico italiano (Sarno, n. 1814 - Sarno, † 1887)
- Filippo Acciaiuoli, politico italiano
- Filippo Aldrovandi, politico italiano (Bologna, n. 1660 - Bologna, † 1748)
- Filippo Amedeo, politico e operaio italiano (Torino, n. 1891 - Torino, † 1946)
- Filippo Anfuso, politico e diplomatico italiano (Catania, n. 1901 - Roma, † 1963)
- Filippo Asaro, politico italiano (Mazara del Vallo, n. 1909 - Mazara del Vallo, † 1986)
- Filippo Ascierto, politico italiano (Sant'Agata de' Goti, n. 1957)

## B(6)
- Filippo Baglioni, politico italiano (Ortona a Mare, n. 1827 - Chieti, † 1901)
- Filippo Barattolo, politico italiano (Roma, n. 1907 - † 1972)
- Filippo Berardi, politico italiano (Ceccano, n. 1830 - Roma, † 1895)
- Filippo Berselli, politico italiano (Bologna, n. 1941)
- Filippo Bubbico, politico e architetto italiano (Montescaglioso, n. 1954)
- Filippo Busin, politico italiano (Thiene, n. 1967)

## C(9)
- Filippo Argenti, politico italiano
- Filippo Capone, politico italiano (Montella, n. 1821 - Nocera Inferiore, † 1895)
- Filippo Carducci, politico italiano (n. 1449)
- Filippo Caria, politico e antifascista italiano (Roma, n. 1925 - Napoli, † 2015)
- Filippo Collura, politico italiano (Gela, n. 1944 - Gela, † 2025)
- Filippo Corridoni, politico e giornalista italiano (Pausula, n. 1887 - San Martino del Carso, † 1915)
- Filippo Corsi, politico, patriota e giornalista italiano (Capestrano, n. 1870 - Massa, † 1903)
- Filippo Corsini, politico italiano (n. 1873 - † 1926)
- Filippo Crimì, politico italiano (Arzignano, n. 1987)

## D(3)
- Filippo D'Agostino, politico e partigiano italiano (Gravina in Puglia, n. 1885 - Hartheim, † 1944)
- Filippo Maria Drago, politico italiano (Catania, n. 1963)
- Filippo da Sterpeto, politico sammarinese

## E(1)
- Filippo Eustachi, politico italiano (Pavia, n. 1409 - Pavia, † 1495)

## F(5)
- Filippo d'Assia, politico tedesco (Offenbach am Main, n. 1896 - Roma, † 1980)
- Filippo Ferrero della Marmora, politico e militare italiano (Torino, n. 1719 - Torino, † 1789)
- Filippo Fiandrotti, politico italiano (Vinchio, n. 1938 - Torino, † 2016)
- Filippo Fiorino, politico italiano (Partinico, n. 1932 - Palermo, † 2006)
- Filippo Fossati, politico italiano (Firenze, n. 1960)

## G(6)
- Filippo Gallinella, politico italiano (Firenze, n. 1979)
- Filippo Grandi, politico e avvocato italiano (Piacenza, n. 1922)
- Filippo Grandi, politico, avvocato e giurista italiano (Piacenza, n. 1792 - Piacenza, † 1877)
- Filippo Grimani, politico italiano (Venezia, n. 1850 - Roma, † 1921)
- Filippo Antonio Gualterio, politico e storico italiano (Orvieto, n. 1819 - Roma, † 1874)
- Filippo Guerrieri, politico italiano (Licciana Nardi, n. 1891 - Genova, † 1967)

## L(4)
- Filippo Linati, politico, scrittore e poeta italiano (Barcellona, n. 1816 - Fontanellato, † 1895)
- Filippo Lo Giudice, politico italiano (Gagliano Castelferrato, n. 1901 - † 1963)
- Filippo Lombardi, politico e giornalista svizzero (Bellinzona, n. 1956)
- Filippo Luci, politico italiano (Firenze, n. 1674 - Firenze, † 1752)

## M(11)
- Filippo Magawly Cerati, politico irlandese (Contea di Offaly, n. 1787 - Dublino, † 1835)
- Filippo Marignoli, politico, numismatico e banchiere italiano (Spoleto, n. 1809 - Spoleto, † 1898)
- Filippo Mariotti, politico italiano (Apiro, n. 1833 - Roma, † 1911)
- Filippo Maturi, politico italiano (Bolzano, n. 1984)
- Filippo Meda, politico, giornalista e banchiere italiano (Milano, n. 1869 - Milano, † 1939)
- Filippo Melchiorre, politico italiano (Bari, n. 1966)
- Filippo Mellana, politico italiano (Casale Monferrato, n. 1812 - Casale Monferrato, † 1874)
- Filippo Micheli, politico italiano (Montefranco, n. 1911 - Terni, † 1995)
- Filippo Milone, politico italiano (Milano, n. 1952)
- Filippo Misuraca, politico italiano (Mussomeli, n. 1951)
- Filippo Murdaca, politico italiano (Locri, n. 1906 - Locri, † 1999)

## N(2)
- Filippo Nani Mocenigo, politico e storico italiano (Venezia, n. 1847 - Venezia, † 1921)
- Filippo Nogarin, politico italiano (Livorno, n. 1970)

## O(1)
- Filippo Oliva, politico italiano (Palmi, n. 1814 - Palmi, † 1868)

## P(8)
- Filippo Guglielmo Pallavicino delle Frabose, politico e militare italiano (Torino, n. 1662 - Torino, † 1732)
- Filippo Maria Pandolfi, politico italiano (Bergamo, n. 1927 - Bergamo, † 2025)
- Pasquale Paoli, politico, patriota e militare italiano (Stretta di Morosaglia, n. 1725 - Londra, † 1807)
- Filippo Pelosi, politico italiano (San Severo, n. 1896 - † 1980)
- Filippo Penati, politico e dirigente sportivo italiano (Monza, n. 1952 - Sesto San Giovanni, † 2019)
- Filippo Pennavaria, politico e banchiere italiano (Ragusa, n. 1891 - Roma, † 1980)
- Filippo Giuseppe Perconti, politico italiano (Palermo, n. 1987)
- Filippo Piccone, politico italiano (Celano, n. 1961)

## Q(1)
- Filippo Quaranta, politico italiano (Torino, n. 1790 - Torino, † 1873)

## S(7)
- Filippo Saltamartini, politico italiano (Cingoli, n. 1957)
- Filippo San Martino di Agliè, politico, letterato e musicista italiano (Torino, n. 1604 - Torino, † 1667)
- Filippo Satriano, politico italiano (Briatico, n. 1819)
- Filippo Savorgnan di Brazzà, politico italiano (Roma, n. 1842 - Soleschiano, † 1925)
- Filippo Scerra, politico italiano (Catania, n. 1978)
- Filippo Schizzati, politico e magistrato italiano (Roma, n. 1784 - † 1877)
- Filippo Strozzi, politico, condottiero e banchiere italiano (Firenze, n. 1489 - Firenze, † 1538)

## T(3)
- Filippo Tamagnini, politico sammarinese (Città di San Marino, n. 1972)
- Filippo Traina, politico e avvocato italiano (Vittoria, n. 1917 - Vittoria, † 1983)
- Filippo Turati, politico, giornalista e politologo italiano (Canzo, n. 1857 - Parigi, † 1932)

## U(2)
- Filippo Ugoni, politico e militare italiano (Brescia)
- Filippo Ugoni, politico italiano (Brescia, n. 1794 - Brescia, † 1877)

## V(1)
- Filippo Vivalda, politico e militare italiano (Mondovì, n. 1732 - Carignano, † 1808)